# Summa
Cet article concerne l'œuvre du compositeur Arvo Pärt. Pour le genre littéraire didactique médiéval, voir Summa (genre).
Summa est une œuvre du compositeur estonien Arvo Pärt qui fut écrite  en 1977 initialement pour chœur puis qui fut révisée en 1991 pour un orchestre à cordes.

## Historique
Il s'agit d'une des premières pièces écrites par Pärt dans son nouveau langage de composition développant son style tintinnabuli associé au mouvement de la musique minimaliste et également l'une des premières compositions basée sur un texte religieux, le credo.

## Structure
Summa est constitué d'un mouvement unique court dont l'exécution dure environ 5 minutes 30 secondes.

## Discographie
- Summa sur le disque Arbos par le Hilliard Ensemble, chez ECM Records, 1987.
- Summa, version pour orchestre à cordes (1991), sur l'album Collage par le Philharmonia Orchestra dirigé par Neeme Järvi, chez Chandos, 1993.
- Summa par le Tapiola Sinfonietta dirigé par Jean-Jacques Kantorow, chez BIS Records, 1996.